# Аугуста Эва Эдлендсдоуттир
Аугуста Эва Эдлендсдоуттир (исл. Ágústa Eva Erlendsdóttir; родилась 28 июля 1982 в Рейкьявике) — исландская актриса и певица. Участница конкурса песни Евровидения в 2006 году в образе Сильвии Нётт (Найт), сатиры на скандальных поп-звёзд.

## Биография
Родилась и выросла в исландской семье среднего достатка. Закончила 11 классов общеобразовательной школы; актёрское мастерство изучала в Париже. С 2005 года выступает в комедийном шоу на исландском телевидении «Sjáumst með Silvíu Nótt». Характерной её ролью является образ эксцентричной Сильвии Нётт (Найт), которую актриса изображает, как правило, в вызывающих одежде и макияже. В 2005 году Аугуста Эва за исполнение роли Сильвии была награждена исландской кинопремией Edda Award. Фигура Сильвии в современной Исландии стала культовой.
В 2006 году актриса сыграла роль Эвы Линд в киноленте исландского режиссёра Балтазара Кормакура «Плохая кровь» (Myrin), по детективному роману писателя Арналдура Индридасона.
В том же 2006 году Аугуста Эва с большим отрывом выигрывает исландский отборочный конкурс на право участия в песенном конкурсе «Евровидение». Она исполняла песню Til hemingju Island (Мои наилучшие пожелания, Исландия), которая для выступления уже на самом «Евровидении» была переведена на английский язык (Congratulations). Заняв на предквалификационном отборе «Евровидения» лишь 13-е место и не пройдя в финал, Аугуста Эва своим выступлением тем не менее привлекла внимание зрителей и завоевала международную известность.
Аугуста Эва Эдлендсдоуттир является также известной актрисой озвучивания: её голосами поют героини различных мультфильмов и фильмов в исландском дубляже.
Замужем за гандболистом Ароном Палмарссоном, есть двое детей (сын от первого брака, дочь от брака с Ароном Палмарссоном).

## Фильмография

### Фильмы
| Год  | Фильм                             | Роль             | Примечания        |
| ---- | --------------------------------- | ---------------- | ----------------- |
| 2006 | Трясина                           | Ева Линд         |                   |
| 2008 | Деревенская свадьба               | Аудюр            |                   |
| 2009 | Великая неудача                   | Сигга            | Короткометражный  |
| 2009 | Приятной поездки                  |                  | Короткометражный  |
| 2009 | Бьярнфредарсон                    | Юная Бьярнфредур |                   |
| 2010 | Рапунцель: Запутанная история     | Рапунцель        | Исландский дубляж |
| 2011 | Вежливые люди                     | Маргрет          |                   |
| 2011 | Городcкой штат                    | Андреа           |                   |
| 2012 | Фруктовая корзина                 | Апельсин Ева     |                   |
| 2013 | Холодное сердце                   | Эльза            | Исландский дубляж |
| 2014 | Городской штат 2: Кровь храбрецов | Андреа           |                   |
| 2017 | Лига справедливости               | молодая исландка |                   |

### Телевидение
| Год       | Работа                  | Роль                | Примечания                      |
| --------- | ----------------------- | ------------------- | ------------------------------- |
| 2005      | Sjáumst með Silvíu Nótt | Сильвия Найт        | Премия «Эдда» за лучшее телешоу |
| 2007      | The Silvia Night Show   | Сильвия Найт        |                                 |
| 2010      | Hlemmavídeó             | Телефонистка        |                                 |
| 2019—2022 | «Пришельцы из прошлого» | Urðr Sighvatsdóttir |                                 |

### Театр
- «Пеппи Длинныйчулок», Городской театр[3]
- «Кариус и Бактус[англ.]», Национальный театр Исландии